# Owlshead Peak
Der Owlshead Peak (englisch für Eulenkopfberg) ist ein etwa 300 m hoher Berg an der Loubet-Küste des Grahamlands im Norden der Antarktischen Halbinsel. Er ragt 2,5 km östlich des Kap Bellue auf.
Luftaufnahmen entstanden zwischen 1956 und 1957 bei der Falkland Islands and Dependencies Aerial Survey Expedition. Von der Darbel Bay und vom Crystal Sound erinnert sein Profil an das des Kopfs einer Eule, was zu seiner deskriptiven Benennung im Jahr 1960 durch das UK Antarctic Place-Names Committee führte.